# أليكي
بلدية أليكي (بالإسبانية: Alique) هي بلدية تقع في مقاطعة غوادالاخارا التابعة لمنطقة كاستيا لا مانتشا وسط إسبانيا.

## الديموغرافيا
بلغ عدد سكان بلدية أليكي 24 نسمة عام 2011 (وفقاً للمعهد الوطني الإسباني للإحصاء).
| 37 | 35 | 40 | 36 | 28 | 27 | 24 |